# Grigorij Naumovič Čuchraj
Grigorij Naumovič Čuchraj (in russo Григо́рий Нау́мович Чухра́й?; Melitopol', 23 maggio 1921 – Mosca, 28 ottobre 2001) è stato un regista e sceneggiatore russo.

## Biografia
Nato in Ucraina, combatté nella seconda guerra mondiale.
Per i suoi lavori venne premiato con il Nika Award. Il film Ballata di un soldato ebbe una candidatura all'Oscar alla migliore sceneggiatura originale.
All'età di 63 anni diresse il suo ultimo film.

## Filmografia parziale
- Il quarantunesimo (1956)
- Ballata di un soldato (1959)
- Cieli puliti (1961)

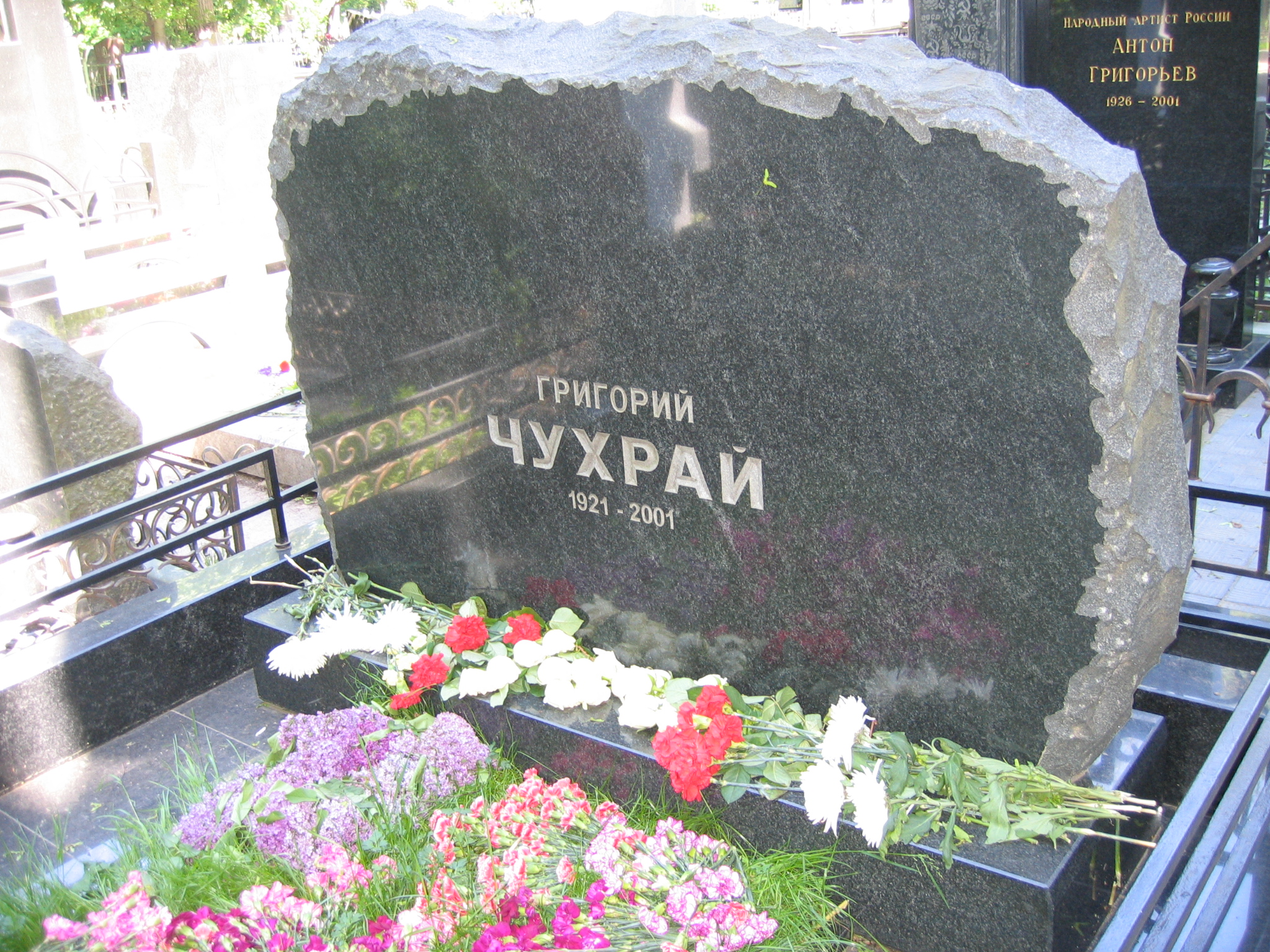
La tomba di Čuchraj nel Cimitero di Vagan'kovo a Mosca.

- Žili-byli starik so staruchoj (1964)
- People! (1966)
- Pamjat' (1973)
- La palude (1978)
- La vita è bella (1981)
- Ja nauču vas mečtat' (1984)